# ناحیه ادامز، شهرستان واشینگتن، اوهایو
ناحیه ادامز، بخش واشینگتن، اوهایو (به انگلیسی: Adams Township, Washington County, Ohio) در ایالات متحده آمریکا است که در اوهایو واقع شده‌است.

## خصوصیات
ناحیه ادامز ۸۱٫۹ کیلومترمربع مساحت و ۱٬۸۳۰ نفر جمعیت دارد و ۲۳۰ متر بالاتر از سطح دریا واقع شده‌است.